# Micromacromia camerunica
Micromacromia camerunica – gatunek ważki z rodziny ważkowatych (Libellulidae).